# آرچی کار
آرچی کار (انگلیسی: Archie Carr؛ ۱۶ ژوئن ۱۹۰۹ – ۲۱ مهٔ ۱۹۸۷) دانشمند در زمینه خزنده‌شناسی، زیست‌شناسی بقا، بوم‌شناسی، و زیست‌شناسی دریایی اهل ایالات متحده آمریکا بود.
یک میراث‌شناس، اکولوژیست و پیشکسوت پیشگام آمریکایی بود. او استاد جانورشناسی در دانشگاه فلوریدا بود. در سال ۱۹۸۷ توسط انجمن اکولوژیک آمریکا جایزه برجسته اکولوژیک اهدا شد. وی با توجه به جمعیت لاک پشت‌های لاک پشت جهان به دلیل سوءاستفاده بیش از حد و از بین رفتن زیستگاه ایمن، کمک شایانی به حفاظت از لاک پشت‌های دریایی کرد.

## زندگی
کار در موبایل، آلاباما متولد شدو در ساوانا، جورجیا بزرگ شد. وی در دانشگاه فلوریدا جانورشناسی را فرا گرفت و سرانجام در زمینه بیماری‌های زراعت تخصص یافت. وی در ادامه این علاقه را به مطالعه لاک پشت‌ها معطوف کرد و سرانجام به یکی از مقامات برتر جهان در مورد شناخت لاک پشت‌های دریایی تبدیل شد.
وی لیسانسش را در سال ۱۹۳۲ و دکتری در سال ۱۹۳۷ دریافت کرد. او قبل از اینکه استاد دانشگاه شود، به عنوان معلم علوم دبیرستان فعالیت خود را آغاز کرد. وی کتابها و مقالات متعددی از جمله را Ulendo منتشر کرد.